# Alfred Egerton
Alfred Charles Glyn Egerton FRS (Merionethshire, 11 de outubro de 1886 — Alpes Marítimos, França, 7 de setembro de 1959) foi um químico britânico.
Foi eleito membro da Royal Society em 1926.

## Publicações
- The 1939 Callendar Steam Tables, com G S Callendar (E Arnold & Co, Londres, 1939)